# Río Rojo (Asia)

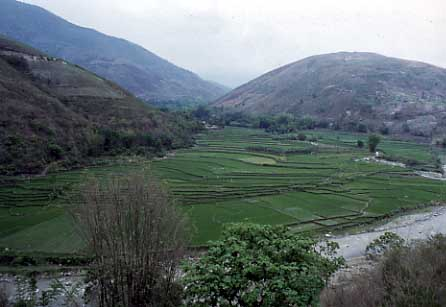
El río Rojo, entre Honghe y Nansha, en la provincia china de Yunnan

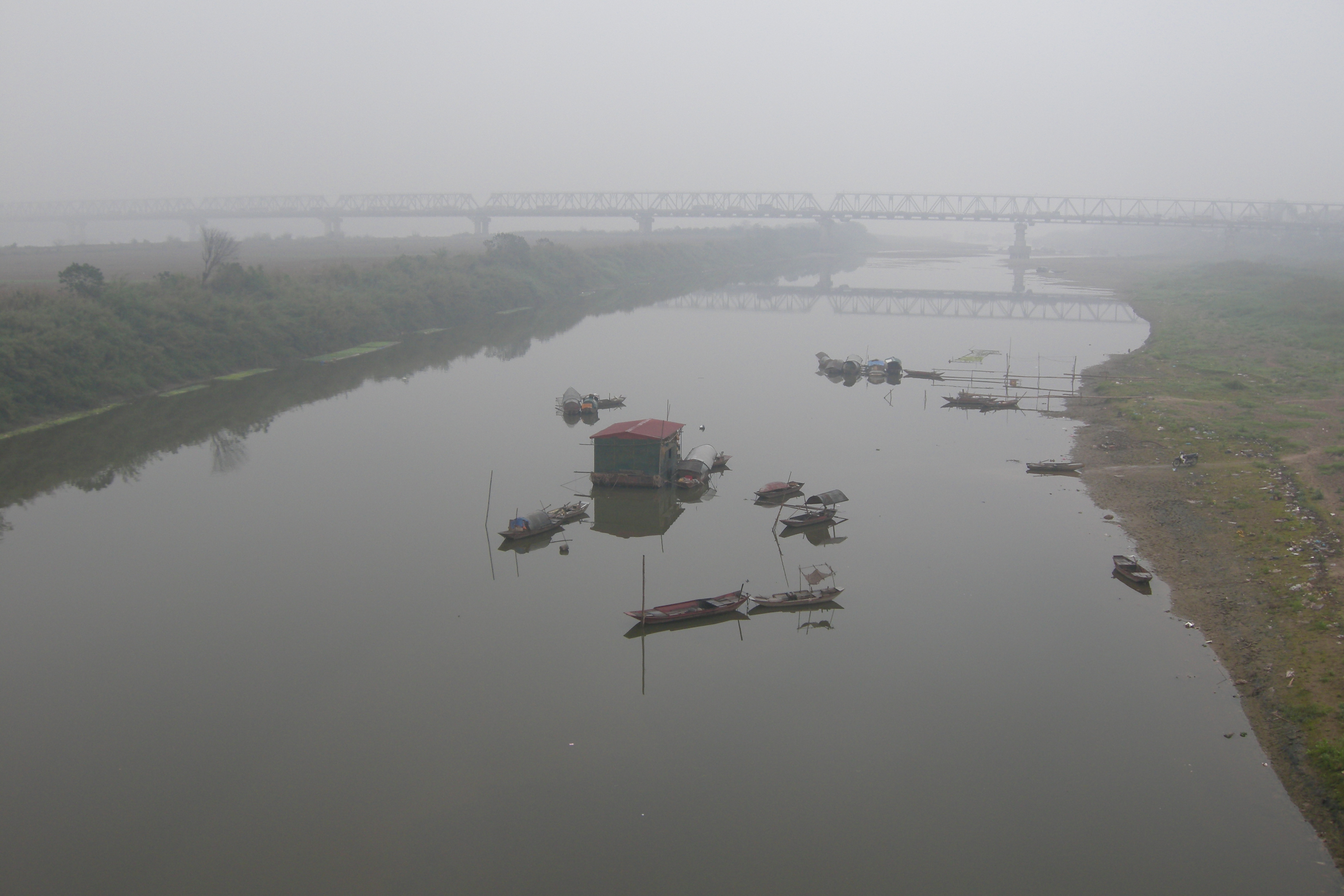
Río Hong con niebla, Hanoi, Vietnam.

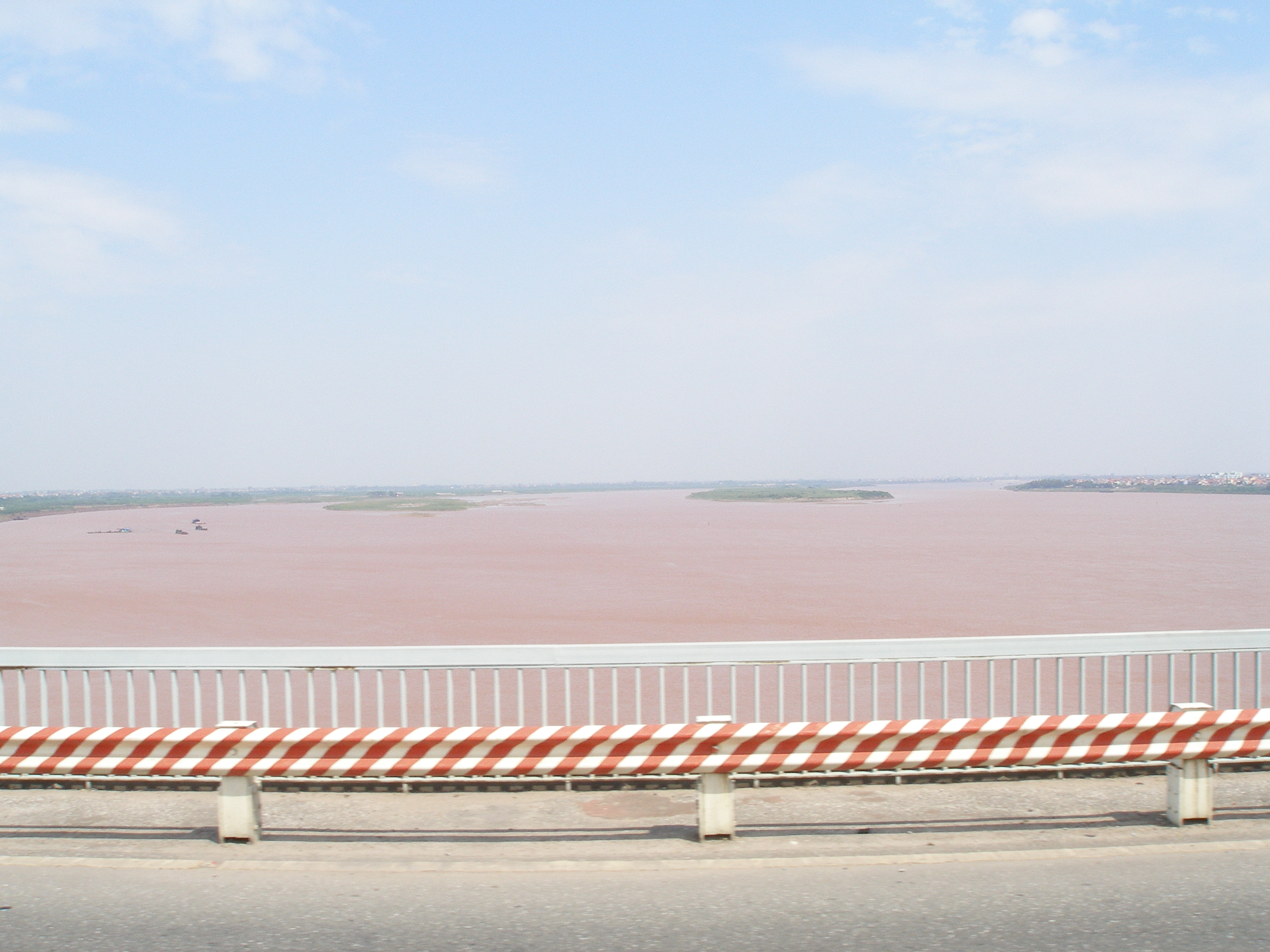
El agua de color marrón rojizo, muy cargada de limo, da nombre al río. Vista desde el puente en Hanoi, Vietnam

El río Rojo también conocido como río Hong (en chino tradicional, 紅河; en chino simplificado, 红河; pinyin, Hóng Hé; literalmente, ‘río rojo’; en vietnamita: Sông Hồng; Chữ Nôm: 瀧紅)  y Sông Cái (lit.«río de la Madre»;  瀧丐) en vietnamita,[cita requerida] y el río Yuan (元江), es un largo río asiático que fluye desde Yunnan, en el suroeste de la República Popular de China, a través del norte de Vietnam hasta desembocar en el golfo de Tonkín, en el mar de la China Meridional. Tiene una longitud de 1.149 km  (de ellos 510 km en Vietnam) y drena una cuenca de 143.700 km², similar a países como Tayikistán o Bangladés.
Según C. Michael Hogan, la asociada falla del Río Rojo jugó un papel decisivo en la formación de todo el mar de China Meridional al menos hace 37 millones de años. El nombre rojo y la posición meridional en China están asociados con los puntos cardinales tradicionales. El río es relativamente poco profundo y arrastra una gran cantidad de limo rojizo a lo largo de su camino, lo que le da una apariencia de color marrón rojizo.

## Geografía
El río Rojo comienza en la provincia china de Yunnan, en las montañas al sur de la ciudad de Dali. Las cabeceras principales del río Rojo, el río Leqiu, el río Xi y el río Juli confluyen en Nanjian, donde forman el río Lishe. El río Lishe se encuentra con otra cabecera, el río Yijie en Hongtupo, prefectura de Chuxiong. Fluye generalmente hacia el sureste, pasando por zonas de minorías étnicas de Dai antes de salir de China a través de la Prefectura Autónoma Honghe Hani y Yi. Entra en Vietnam por la provincia de Lao Cai. Forma parte de la frontera internacional entre China y Vietnam. El río, conocido como río Thao en este tramo superior, continúa su curso hacia el sureste a través del noroeste de Vietnam antes de emerger de las montañas para llegar a la región central.[cita requerida] 
El río Negro o río Da (Song Da), con 910 km de longitud, y el río Lo (Song Lo), con 470 km, se unen para formar el muy amplio Hồng cerca de la ciudad de Việt Trì, provincia de Phú Thọ.
Al llegar a las tierras bajas cerca de Viet Tri, el río y sus principales  distributarios, el río Đuống, el río Kinh Thầy, el río Bạch Đằng y el sistema fluvial Thái Bình se extienden para formar el delta del río Rojo. El río Rojo pasa por la capital de Vietnam, Hanói, antes de desembocar en el golfo de Tonkin. Tonkin es el antiguo nombre de las provincias del norte de Vietnam y, por tanto, el epónimo cuerpo de agua que recibe el río principal de "Tonkin". Su estuario es un importante sitio Ramsar y forma la parte principal del Parque Nacional Xuân Thủy.
El agua de color marrón rojizo, muy cargada de limo y sedimentos, da nombre al río. El río Rojo es conocido por sus violentas inundaciones con sus amplias fluctuaciones estacionales de volumen. Las intensas inundaciones estacionales se ven agravadas por la erosión, el desarrollo y la contaminación. El delta es una importante zona agrícola de Vietnam con una vasta superficie dedicada al arroz. El terreno está protegido por una elaborada red de diques.[cita requerida]

## Historia
En el siglo XIX, el río era visto como una ruta comercial lucrativa a China. Fue la apertura forzada del río Rojo al comercio europeo lo que llevó a las guerras entre Francia y la corte de Vietnam (1883-1886), que culminó con la conquista de Vietnam.

### Como ruta de viaje y transporte

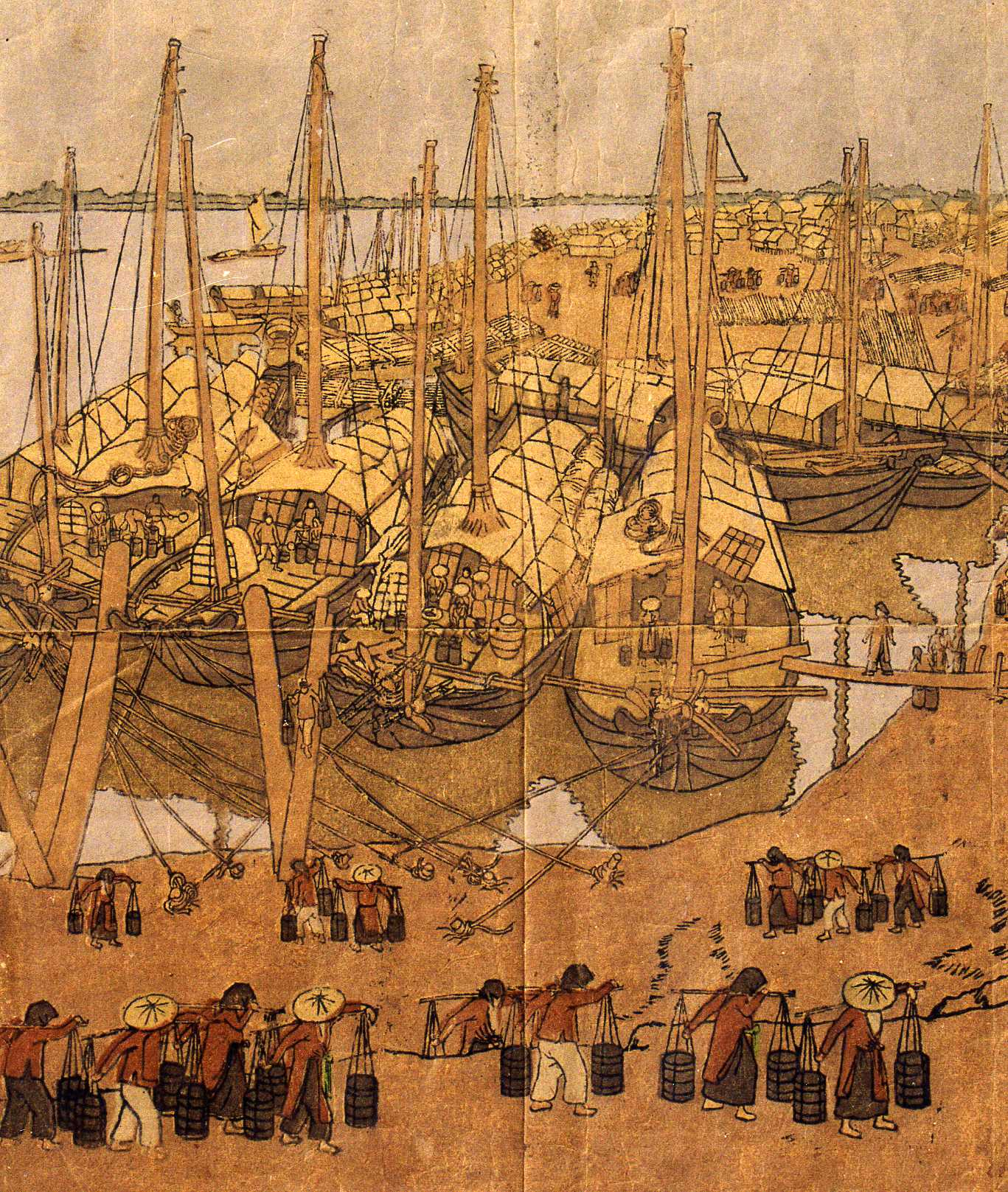
Boats on the Red River Wharf by painter Đỗ Đức Thuận in 1930

En el siglo XIX, se pensaba que el río Rojo era una ruta comercial lucrativa hacia China. Los exploradores franceses de finales del siglo XIX pudieron remaontarlo río arriba  hasta Manhao en el sur de Yunnan, y luego por tierra hacia Kunming.
El río Rojo siguió siendo la principal ruta de viaje comercial entre la Indochina francesa y Yunnan hasta la apertura del ferrocarril Kunming-Haiphong en 1910. Aunque los vapores franceses podrían viajar río arriba hasta Lao Cai durante la temporada de lluvias, durante la estación seca (noviembre a abril) el vapor no navegaría río arriba más allá de Yên Bái; así, durante esa parte del año las mercancías eran transportadas por pequeñas embarcaciones ( juncos).
Gracias al río, Haiphong era a principios del siglo XX el puerto marítimo más accesible desde Kunming. Aun así, las autoridades occidentales calcularon el tiempo de viaje entre Haiphong y Kunming en 28 días: se trataba de 16 días de viaje en vapor y luego en un pequeño barco río arriba hasta Manhao (425 millas), y luego 12 días por tierra (194 millas) hasta Kunming.
Manhao era considerado la cabeza de navegación de los buques más pequeños (wupan 五版);  por lo que los productos de Yunnan, como el estaño, serían llevados a Manhao en mulas de carga, donde serían cargados en barcos para ser enviados río abajo. En la sección de Manhao a Lao Cai, donde la corriente puede ser bastante rápida, especialmente durante la temporada de lluvias, viajar río arriba en un wupan era mucho más difícil que río abajo. Según un informe, se podía descender desde Manhao a Lao Cai en sólo 10 horas, mientras que navegar en dirección contraria podía tardar 10 días y, a veces, hasta un mes.

## Presas
Se han construido varias presas hidroeléctricas en el río Rojo en Yunnan:
- Presa de Da Wan
- Presa de Dachunhe I
- Presa de Dachunhe II
- Presa de Nansha Dam, cerca de la ciudad de Nansha, condado de Yuanyang
- Presa de Madushan Dam, cerca de la ciudad de Manhao, ciudad de Gejiu.

Hay muchas más represas en los afluentes del río Rojo, tanto en Yunnan como en Vietnam. Una de las primeras fue la presa Thác Bà en Vietnam, construida en 1972, que forma el lago Thác Bà. 

## Asentamientos
Los principales asentamientos a lo largo del río son los siguientes:

### China
- en China, todos en la provincia de Yunnan  (雲南);
  - Honghe (紅河), sede de la ciudad-prefectura de Honghe Hani y Yi;
  - Ciudad de Nansha, sede del condado de Yuanyang (南沙鎮)
  - Ciudad de Manhao (ciudad a nivel del condado de Gejiu) (蔓耗鎮)
  - Hekou, sede administrativa del condado autónomo yao de Hekou] (河口瑤族自治縣)

### Vietnam
- Hà Nội, la capital del país;

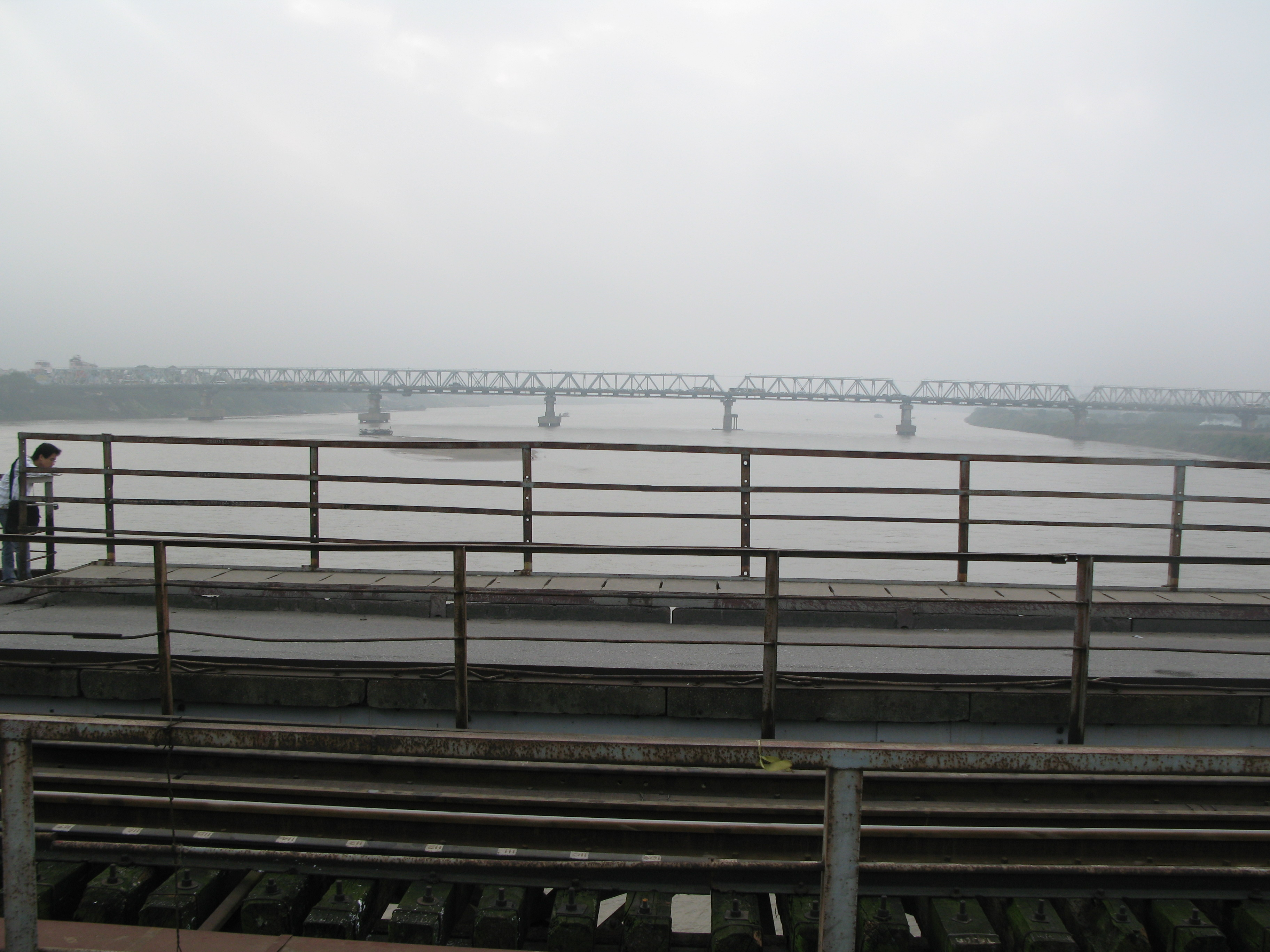
El Río Rojo, vista desde el puente Long Biên, Hanoi, Vietnam

- Hai Phong, la tercera ciudad más populosa del país;

- - Distrito deTây Hồ
  - Distrito de Ba Đình
  - Distrito de Hoàn Kiếm
  - Distrito de Hai Bà Trưng
  - Distrito de Long Biên
  - Distrito de Gia Lâm
  - Distrito de Hoàng Mai
  - Distrito de Ba Vì
  - Distrito de Đan Phượng
  - Distrito de Đông Anh
  - Distrito de Mê Linh
  - Distrito de Phúc Thọ
  - Distrito de Phú Xuyên
  - Sơn Tây town
  - Distrito de Thanh Trì
  - Distrito de Thường Tín
  - Distrito de Từ Liêm
- Provincia de Hà Nam
  - Distrito de Duy Tiên
  - Distrito de Lý Nhân
- Provincia de Hưng Yên
  - Distrito de Văn Giang
  - Distrito de Khoái Châu
  - Distrito de Kim Động
  - Hưng Yên
  - Distrito de Tiên Lữ
- Provincia de Lào Cai
  - Distrito de Bảo Yên
  - Distrito de Bảo Thắng
- Provincia de Nam Định
  - Distrito de Nam Trực
  - Distrito de Giao Thủy
  - Distrito de Trực Ninh
  - Distrito de Xuân Trường
- Provincia de Phú Thọ
  - Distrito de Cẩm Khê (old name: distrito Sông Thao)
  - Hạ Hòa
  - Lâm Thao
  - Phú Thọ
  - Tam Nông
  - Thanh Ba
  - Thanh Thủy
  - Việt Trì
- Provincia de Thái Bình
  - Distrito de Hưng Hà
  - Distrito de Vũ Thư
  - Distrito de Kiến Xương
  - Distrito de Tiền Hải
- Vĩnh Phúc province
  - Distrito de Vĩnh Tường
  - Distrito de Yên Lạc
- Provincia de Yên Bái
  - Distrito de Trấn Yên
  - Distrito de Văn Yên